# Armenië op het Junior Eurovisiesongfestival 2012
Armenië nam deel aan het Junior Eurovisiesongfestival 2012, dat gehouden werd in Amsterdam. Het was de 6de deelname van het land op het Junior Eurovisiesongfestival. ARMTV was verantwoordelijk voor de Armeense bijdrage voor de editie van 2012. De groep Compass Band eindigde in Amsterdam op de derde plaats met het liedje Sweetie baby.

## Selectieprocedure
Op 30 september werd de Armeense nationale finale gehouden. Deze werd gewonnen door Compass Band met het lied Sweetie baby. Er namen in totaal veertien kandidaten deel aan de Armeense preselectie. Even was het onduidelijk of de winnende band wel echt naar het Junior Eurovisiesongfestival mocht, aangezien het jongste bandlid negen jaar oud is. Officieel mogen kinderen pas deelnemen wanneer ze de leeftijd van tien jaar bereikt hebben. Uiteindelijk werd besloten het jongetje thuis te laten. Hij mocht wel de Armeense punten voorlezen.

## Nationale finale
| Volgorde | Artiest      | Lied                    |
| -------- | ------------ | ----------------------- |
| 1        | Flora        | Ory                     |
| 2        | Lusine       | Yerazanqi tevov         |
| 3        | Tavev        | I'm rocky               |
| 4        | Vaghan       | Home sweet home         |
| 5        | Ninela       | Chambarak               |
| 6        | Karen        | Love                    |
| 7        | Angeline     | My name is angel        |
| 8        | Style Group  | Knock knock             |
| 9        | Mane         | Yergavazq               |
| 10       | Milly        | Ser'y tariq chi harcnum |
| 11       | Gaiane       | Come'                   |
| 12       | Sona         | Taber enq               |
| 13       | Compass Band | Sweetie baby            |
| 14       | Lidushik     | Shorhavor               |

## In Amsterdam
In oktober werd de startvolgorde geloot. Armenië was als achtste aan de beurt, na Albanië en voor uiteindelijke winnaar Oekraïne. Aan het einde van de puntentelling stond Armenië op de derde plaats, met 98 punten.
2007 · 2008 · 2009 · 2010 · 2011 · 2012 · 2013 · 2014 · 2015 · 2016 · 2017 · 2018 · 2019 · 2020 · 2021 · 2022 · 2023 · 2024
Albanië · Armenië · Azerbeidzjan · België · Georgië · Israël · Moldavië · Nederland · Oekraïne · Rusland · Wit-Rusland · Zweden